# Donut

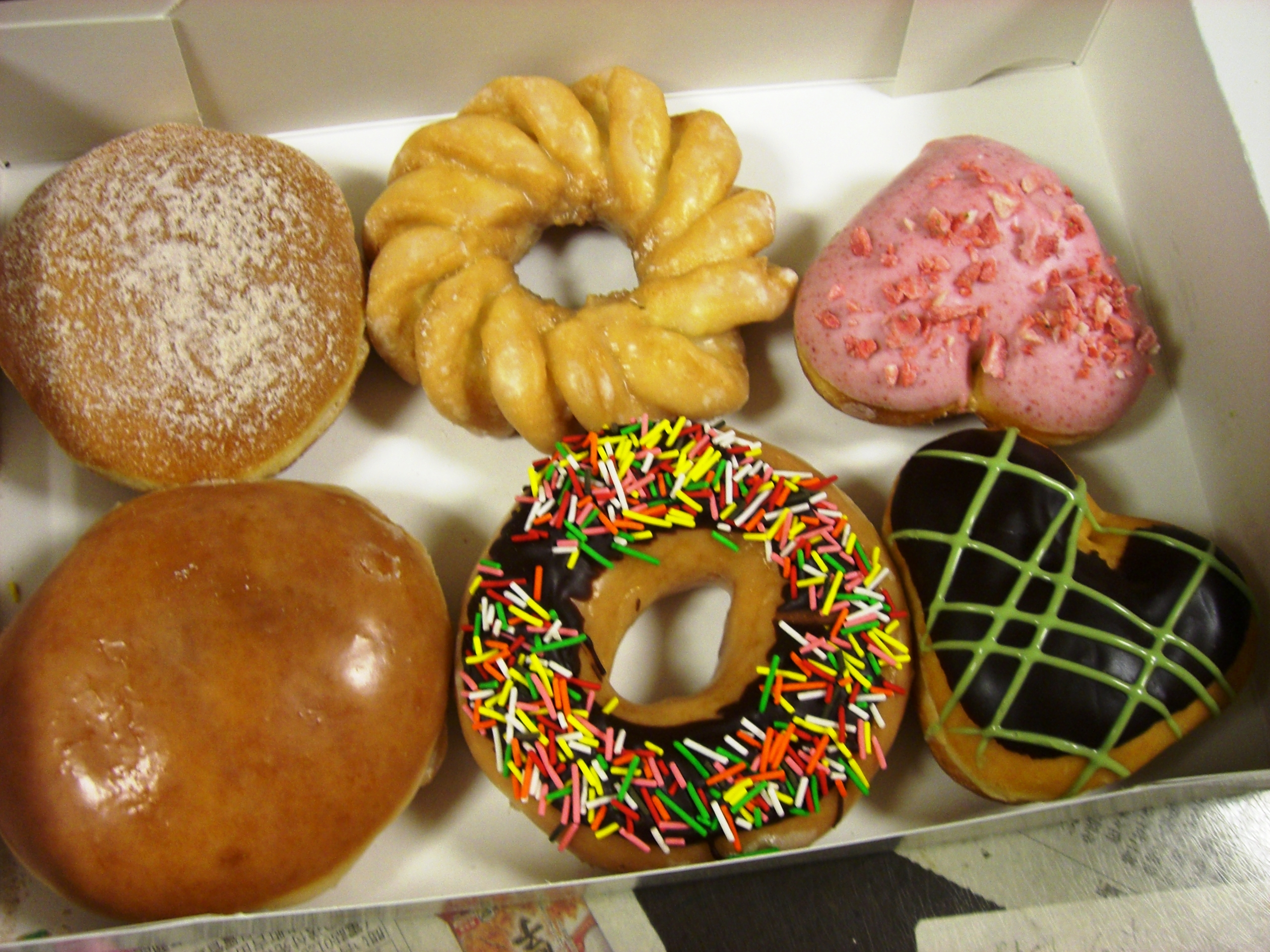
Donut-Sortiment

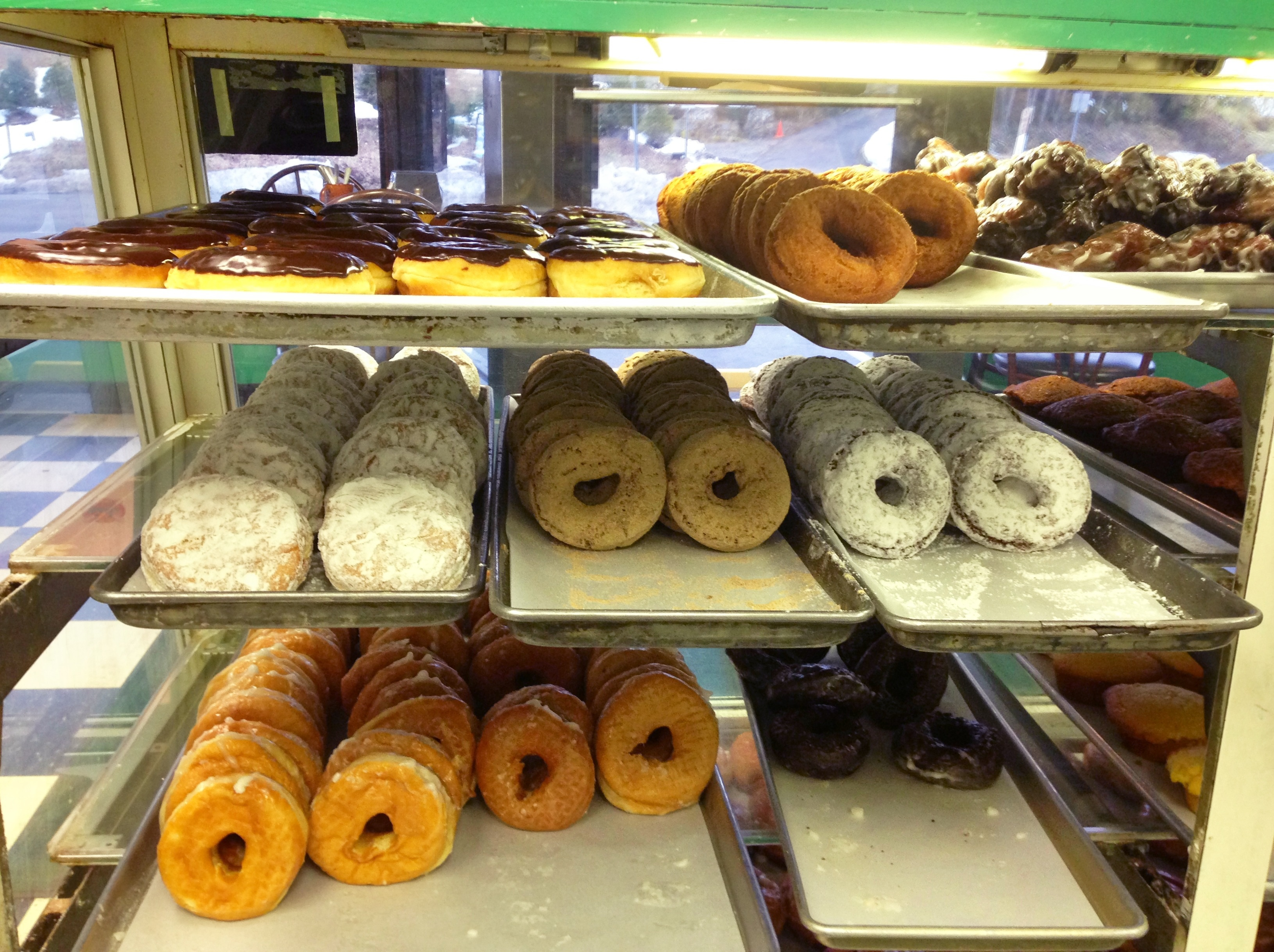
Donuts in der Auslage eines Geschäfts in Westport

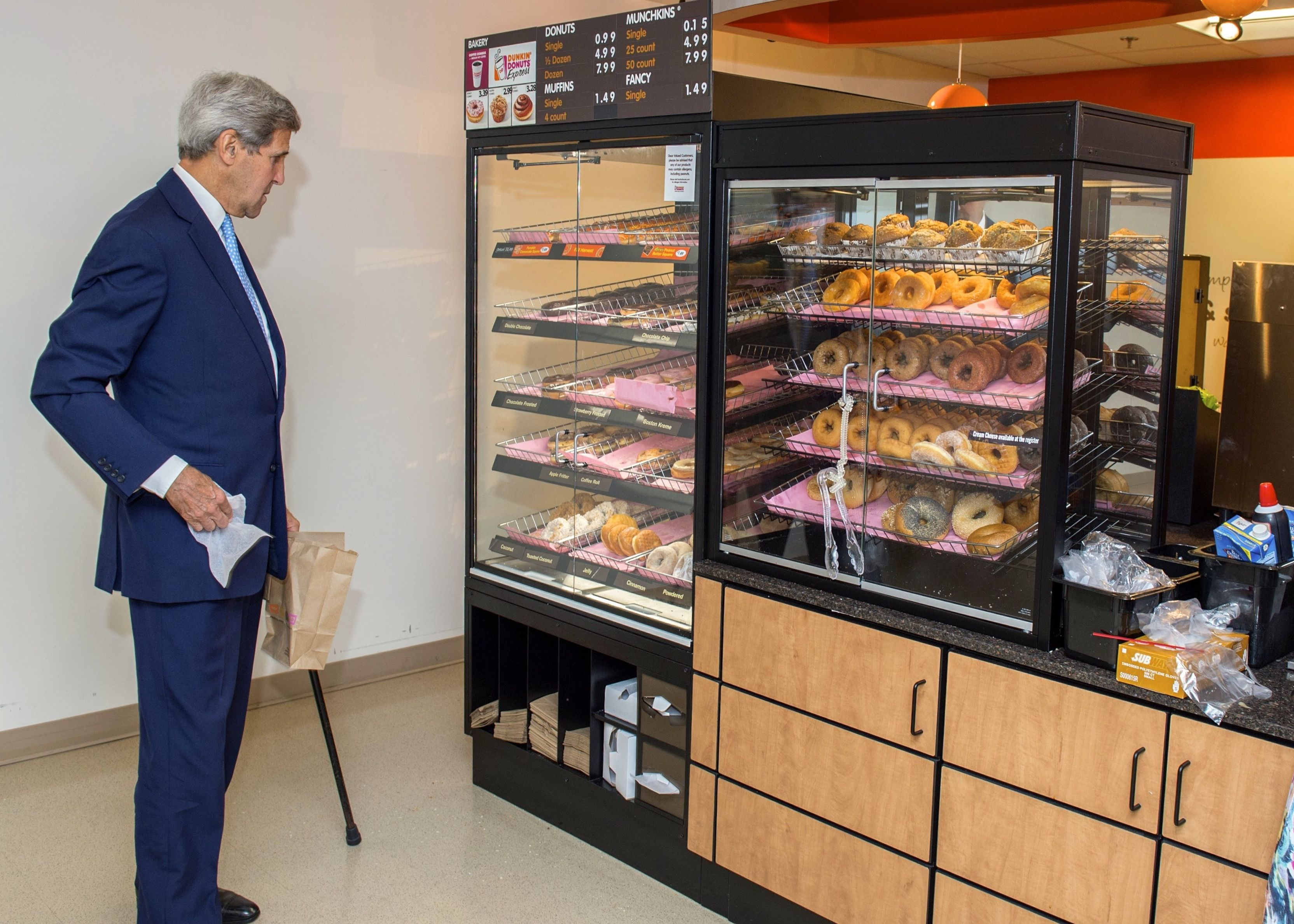
US-Politiker John Kerry mit einer Tüte und einem Blatt Lebensmittelpapier vor einer Vitrine mit Donuts (2015)

Ein Donut ([ˈdoʊ̯nat] oder [ˈdoːnat], vom amerikanischen Englisch donut, englisch doughnut, von dough, „Teig“, und nut in der älteren Bedeutung „kleiner runder Kuchen oder Keks“) ist ein handtellergroßer amerikanischer/kanadischer Krapfen aus Hefeteig oder Rührteig (auch Schmalzgebäckkringel oder Lochkrapfen genannt). Die Form ist entweder ein Torus (Ring ähnlich einem Bagel) oder – seltener – ein abgeflachter Ballen, der häufig Schokolade, Pudding oder eine andere süße Füllung enthält.

## Das Gebäck
Donuts werden aus einem speziellen Teig geformt und in Fett ausgebacken. Der gebackene Donut wird mit verschiedenen Glasuren wie Schokoladenkuvertüre oder bunter Glasur (Fett-Zucker-Mischung) überzogen.
Die charakteristische Torus-Form entstand im 19. Jahrhundert.
In Europa waren Donuts unter dieser Bezeichnung lange Zeit relativ unbekannt, ab etwa dem Jahr 2000 sind sie hingegen immer öfter anzutreffen. In den USA und Kanada sind sie fest in der Alltagskultur verankert. Verschiedene Schnellrestaurantketten haben sich dort auf Donuts spezialisiert, beispielsweise Dunkin’ Donuts, Tim Hortons, Winchell’s Donuts, Country Style, Batriks Donuts und Krispy Kreme. Krispy Kreme und Dunkin’ Donuts haben sich mittlerweile auch in Europa (Großbritannien, Spanien und Deutschland) etabliert. Der größte Donutproduzent der USA ist Krispy Kreme, gefolgt von Dunkin’ Donuts. Beide haben eigene Ladenketten, die Produkte von Krispy Kreme werden auch in den vielen Supermärkten und Tankstellen in den USA verkauft.

## Donutmaker
Donutmaker, die nach dem Prinzip eines Waffeleisens funktionieren, werden verstärkt seit 2008 im Handel angeboten. Sie bieten die Möglichkeit, meist sechs recht kleine Donuts (sogenannte Mini-Donuts) zu backen. Diese sind aufgrund der anderen Zubereitungsart nicht völlig identisch mit herkömmlichen Donuts.

## Donutkissen

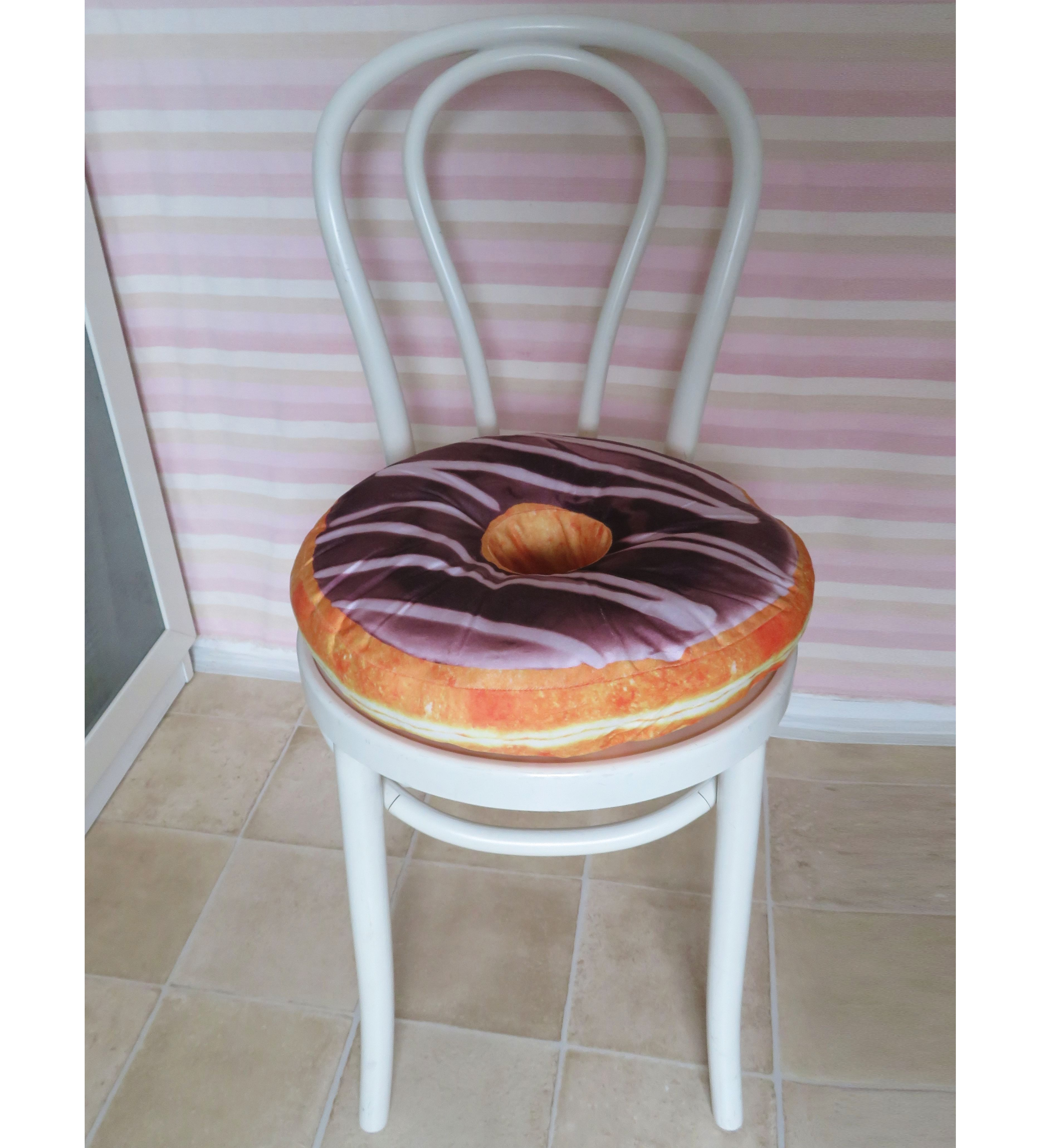
Sitzkissen mit Design eines Donuts

Zur Vorbeugung gegen schmerzhafte Druckbelastung beim Sitzen oder Liegen bei bestimmten Erkrankungen gibt es die nach dem Gebäck benannten Donutkissen.

## Der Donut-Effekt
In der Technik wird für eine gute Durchmischung von Rührgut der Donut-Effekt gewünscht. Dabei spielt die Ausbildung solch einer Torusform, wie sie typisch für den Donut ist, eine Rolle, also eine 360°-Driftdrehung auf der Stelle. Das Rühr- oder Mahlgut wird durch das drehende Rührwerkzeug, z. B. eine Dissolverscheibe, in Bewegung gesetzt und durch die Fliehkraft nach außen gefördert. An der Behälterwand teilt sich der Materialstrom und wird zur Mitte hin umgelenkt. Ein Teil läuft am Behälterboden zum Rührwerkzeug zurück, der andere bildet an der Oberfläche den „Donut“ aus. Teile des Rührwerkzeuges laufen dadurch frei und werden sichtbar. Dem vergleichbar ist dabei der Effekt des Haushaltsmixers oder der Teigkneter der Küchenmaschine bei Nutzung eines einzigen Rührstabes.
In der Stadtentwicklung bezeichnet Donut- oder Doughnut-Effekt eine Wanderungsbewegung aus der Innenstadt in die Randbezirke. Die amerikanische Schreibweise Donut beschreibt hier das in Amerika häufig vorkommende Phänomen des Abwanderns der Besserverdienenden an den Rand, während die ärmeren Bevölkerungsschichten im Zentrum zurückbleiben. Dagegen wird die britische Schreibweise Doughnut gewählt, um die europäische Variante zu bezeichnen, bei der das Stadtzentrum durch die Migration häufig aufgewertet wird.

## Donut-Zeichen in der Medizin
In der Medizin wird das „Doughnut-Sign“ oder „Donut-Zeichen“ im Ultraschall beschrieben:
- Wird bei einer peripheren Regionalanästhesie ein Nerv vollständig mit Lokalanästhetikum umspült, scheint dieser im zweidimensionalen Ultraschall-Bild (Querschnitt-Darstellung des Nerven) im Lokalanästhetikum zu „schwimmen“. Im Bild imponiert ein dunkler (echoarmer) Flüssigkeits-Ring um den hellen (echoreichen) Nerven, man spricht vom Doughnut-Sign. Wird eine solche Umspülung erreicht, kann von einer sicheren Blockade des Nerven ausgegangen werden.[8]
- Umgekehrt findet man bei einer Invagination (Einstülpung) des Darms häufig sonographisch ein zentrales echoarmes Areal, umgeben von einem echoreichen Ring. In der deutschen Medizin hat sich die Bezeichnung target-sign durchgesetzt, im Englischen wird ebenfalls vom bulls eye sign oder doughnut sign gesprochen.[9][10]

## Cronut

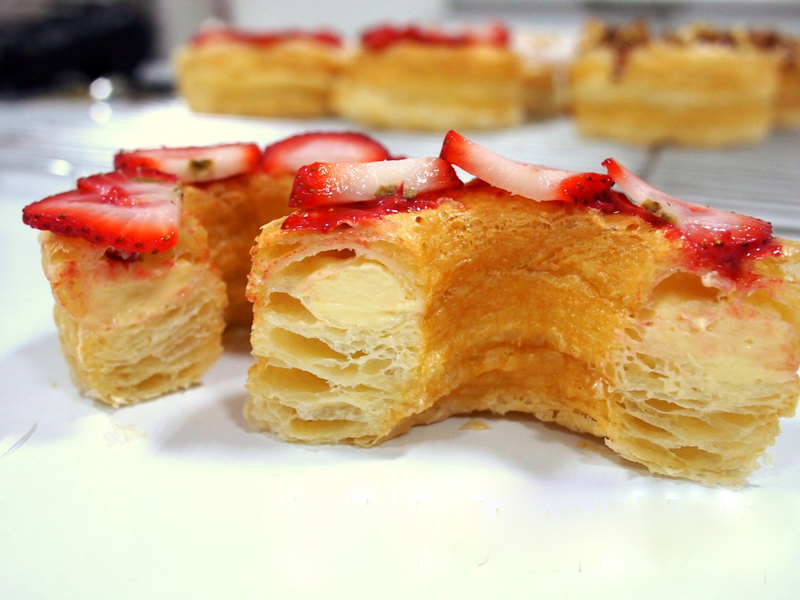
Cronut

2013 wurden Cronuts als neues Trendgebäck aus New York bekannt. Sie bilden eine Kreuzung aus Croissant und Donut. Der Cronut wurde 2013 von dem Franzosen Dominique Ansel in New York entwickelt und im selben Jahr vom Time Magazine zu einer der „25 besten Erfindungen des Jahrs 2013“ gekürt.